# 羅斯山 (圖克斯山)
47°13′16.6″N 11°45′9.1″E / 47.221278°N 11.752528°E

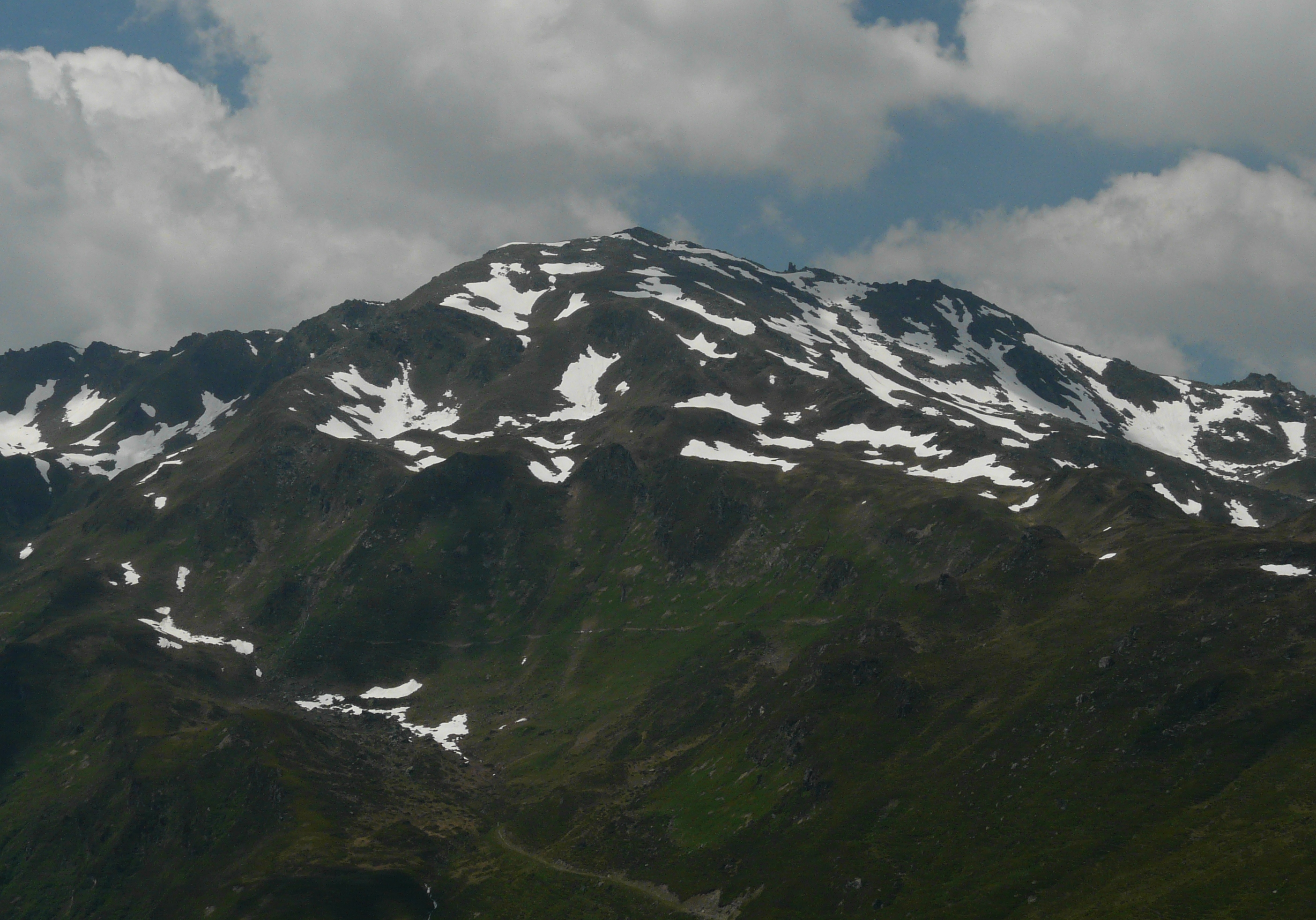

羅斯山（德語：Roßkopf），是奧地利的山峰，位於該國西部，由蒂羅爾州負責管轄，處於施瓦茨縣，屬於圖克斯山的一部分，該山峰海拔高度為2,576米。